# El Ouinet
El Ouinet est une commune de la wilaya de Médéa en Algérie.

## Géographie
La commune est située dans l'extrême nord des hautes plaines centrales algériennes au piémont sud de l'Atlas tellien (mont de Titteri) à environ 152 km au sud d'Alger et à 80 km au sud-est de Médéa et à 12 km à l'ouest de Aïn Boucif et à 35 km à l'ouest de Chellalet El Adhaoura.
|              | Tlatet Eddouar            |            |
| Ouled Maaref | El Ouinet                 | Aïn Boucif |
|              | Ouled Maaref , Aïn Boucif |            |